# SV Eintracht Nordhorn
Maillots
L’Eintracht Nordhorn est un club sportif allemand localisé à Nordhorn en Basse-Saxe.
En plus du football, le club compte des sections de basket-ball, de tennis, de tennis de table, et volley-ball.

## Histoire
Le club fut fondé en 1945 sous l’appellation de Sportverein Nordhorn. Il prit le nom d’Eintracht Nordhorn en 1947.
Un autre club connu sous la dénomination de SV Concordia Nordhorn s’en sépara et fit brièvement son propre chemin en 1953 mais rejoignit l’Eintracht en 1957.
Dès 1955, l’Eintracht Nordhorn accéda à l’Oberliga Nord (alors équivalent Division 1) et y resta jusqu’en 1959. Il y rejoua encore une saison en 1961-1962.
Après avoir évolué pendant de nombreuses saisons entre les niveaux 4 et 5 de la hiérarchie allemande, au sein de ligues régionales, l’Eintracht Nordhorn remonta en Oberliga Nord, alors niveau 3. Le club s’y maintint de justesse (14e) puis assura une 10e place avant d’être relégué en 1993.
En vue de la saison 1994-1995, l’Eintracht Nordhorn gagna sa place dans une série nouvellement créée par la scision de l’Oberliga Nord, et appelée Oberliga Bremen/Niedersachsen (niveau 4). Le club en remporta le titre en 1997 et monta à l’étage supérieur: la Regionalliga Nord (équivalent Division 3).
Le cercle assura son maintien pendant deux saisons au 3e niveau de la hiérarchie puis subit les effets de la poursuite de la réorganisation des ligues à la suite de la réunification du pays dix ans plus tôt. La Regionalliga étant ramenée de 4 à 2 séries pour la saison suivante, l’Eintracht Nordhorn retourna en Oberliga Bremen/Niedersachsen pour la saison 2000-2001. 
La saison suivante, il termina vice-champion du VfB Oldenburg. Il obtint le même classement, en 2003-2004, derrière le VfL Wolsburg Amateur, mais celui-ci put monter au 3e niveau car son équipe 1 était en Bundesliga (le règlement prévoit qu’il faut deux divisions d’écart).
En vue de la 2004-2005, l’Oberliga Hamburg/Schleswig-Holstein et l’Oberliga Bremen/Niedersachsen fusionnèrent pour reconstituer une nouvelle Oberliga Nord (niveau 4). L’Eintracht Nordhorn y joua trois saisons, puis, la fédération Nord décida d’arrêter l’Oberliga Nord. Celle-ci céda la place à cinq "Verbandsligen" (Hamburg, Bremen, Schleswig-Holstein, Niedersachsen West et Niedersachsen Ost). Un système de tour final entre les Champions de ces "Verbandsligen" désignera les deux clubs accédant à la "Regionalliga Nord". L’Eintracht Nordhorn suivit le mouvement et passa Verbandsliga.

## Palmarès
- Champion de l’Oberliga Bremen/Niedersachsen: 1997.
- Vainqueur de la Niedersachsen Pokal: 1974.

## Sources et liens externes
- Site officiel
- Notices d'autorité :   - VIAF
- Website officiel de l’Eintracht Nordhorn
- Grüne, Hardy (2001). Vereinslexikon. Kassel: AGON Sportverlag  (ISBN 3-89784-147-9)
- Archives des ligues allemandes depuis 1903
- Base de données du football allemand